# Ludovico Sarego
Ludovico Sarego (1558 – 5 de agosto de 1625) foi um prelado católico romano que serviu como Bispo de Adria (1612–1622) e Núncio Apostólico na Suíça (1613–1621).

## Biografia
Ludovico Sarego nasceu em Verona, na Itália, em 1558. A 17 de setembro de 1612, foi nomeado durante o papado de Paulo V como Bispo de Adria. No dia 14 de outubro de 1612, foi consagrado bispo por Giovanni Garzia Mellini, Cardeal-Sacerdote de Santi Quattro Coronati com Coriolani Garzadori, Bispo de Ossero, e Marco Cornaro (bispo), Bispo de Pádua, servindo como co-consagradores. A 15 de setembro de 1613, foi nomeado por Paulo V como Núncio Apostólico na Suíça. No dia 15 de abril de 1621, renunciou ao cargo de Núncio Apostólico na Suíça e, a 24 de setembro de 1622, renunciou ao cargo de bispo de Adria. Falceu no dia 5 de agosto de 1625.

## Sucessão episcopal
Enquanto bispo, foi o co-consagrador principal de:
- Bartolomeo Cartolario, Bispo de Chioggia (1613);
- Andreas Corbelli, Bispo de Canea (1613);
- Vincenzo Bucchi (Buschio), Bispo de Kotor (1622);
- Lazzaro Carafino, Bispo de Melfi e Rapolla (1622);
- Fulgenzio Gallucci, Bispo Titular de Tagaste (1623);
- Eitel Friedrich von Hohenzollern-Sigmaringen, Bispo de Osnabruck (1623); e
- Jacinto Arnolfini, Bispo de Milos (1625).